# Mesothuria multipes
Mesothuria multipes is een zeekomkommer uit de familie Mesothuriidae.
De wetenschappelijke naam van de soort werd in 1893 gepubliceerd door Hubert Ludwig.